# Hahnia crozetensis
Espèce
Hahnia crozetensis est une espèce d'araignées aranéomorphes de la famille des Hahniidae.

## Distribution
Cette espèce est endémique de l'archipel des Crozet dans les Terres australes et antarctiques françaises.

## Étymologie
Son nom d'espèce, composé de crozet et du suffixe latin -ensis, « qui vit dans, qui habite », lui a été donné en référence au lieu de sa découverte, l'archipel des Crozet.

## Publication originale
- Hickman, 1939 : Opiliones and Araneae. British, Australian and New Zealand Antarctic Research Expedition 1929-1931. Reports-Series B. Adelaide, vol. 4, no 5, p. 157-188.